# Justicia longiacuminata
Justicia longiacuminata är en akantusväxtart som beskrevs av Henry Hurd Rusby. Justicia longiacuminata ingår i släktet Justicia och familjen akantusväxter. Inga underarter finns listade i Catalogue of Life.